# Saint-Auban
Saint-Auban (it: Sant'Albano sull'Esterone) è un comune francese di 224 abitanti situato nel dipartimento delle Alpi Marittime della regione della Provenza-Alpi-Costa Azzurra. Non è mai appartenuto alla Contea di Nizza.

## Società

### Evoluzione demografica
Abitanti censiti